# Cardigan Bay
Cardigan Bay (walisisk: Bae Ceredigion) er en stor bugt i det Irske Hav, der går ind i vestkysten af Wales mellem Bardsey Island, Gwynedd i nord og Strumble Head, Pembrokeshire i syd. Det er den største bug i Wales.
Blandt de byer, som ligger ud til bugten er Fishguard, New Quay, Aberaeron, Llanon, Aberystwyth, Borth, Aberdyfi, Tywyn, Barmouth, Porthmadog, Criccieth og Pwllheli på jernbanestrækningen Cambrian Coast Line. Mindre landsbyer langs kysten tæller Cwmtydu, Nanternis og Llangrannog.